# زندگی بر روی می‌سی‌سی‌پی
زندگی بر روی می‌سی‌سی‌پی، خاطرات مارک تواین از روزهای حضور خود به عنوان رانندهٔ کشتی بخار در رودخانه می‌سی‌سی‌پی قبل از جنگ داخلی آمریکا است که در سال ۱۸۸۳ چاپ شد. این کتاب همچنین یک سفرنامه است؛ سفر او به رودخانه می‌سی‌سی‌پی از نیواورلئان به سنت پل، سال‌ها پس از جنگ داخلی آمریکا.

## بررسی اجمالی
کتاب با تاریخ مختصری از رودخانه که توسط اروپایی‌ها و آمریکایی‌ها گزارش شده آغاز می‌شود، و سفر اکتشافی کاوشگر اسپانیایی ارناندو د سوتو در سال ۱۵۴۲ را شرح می‌دهد. این داستان با حکایت‌هایی از آموزش دیدن مارک تواین به عنوان یک رانندهٔ کشتی بخار، نزد کشتیرانِ باتجربه ای به نام هوراس ای. بیکسبی ادامه می‌یابد. وی با علاقهٔ فراوان علم کشتیرانی بر روی رودخانهٔ همیشه در حال تغییر می‌سی‌سی‌پی را در بخشی که برای اولین بار در سال ۱۸۷۶ با عنوان «زمان‌های قدیمی در می‌سی‌سی‌پی» منتشر شد، توصیف می‌کند. اگرچه تواین در هنگام شروع آموزش ۲۱ ساله بود اما در این کتاب، خود را کمی جوان تر جلوه می‌دهد و از خود به عنوان نوپا و پسری یاد می‌کند که از خانه فرار کرده تا به دنبال شانس خود در رودخانه برود.
در نیمهٔ دوم کتاب، مارک تواین سفر خود را سال‌ها بعد از جنگ داخلی آمریکا با کشتی بخار از سنت لوئیس به نیواورلئان روایت می‌کند. او گسترش راه‌آهن، گسترش شهرهای بزرگ و جدید و گسترش کارخانه‌ها را توصیف می‌کند و مشاهدات خود در مورد حرص و طمع، از بین رفتن بعضی از شهرهای کوچکِ حاشیهٔ رود، اثرات جنگ و همچنین معماری بد را اضافه می‌کند.

## انتشار
این کتاب به‌طور همزمان در سال ۱۸۸۳ در ایالات متحده و بریتانیا منتشر شد. این اولین کتاب تایپ شده با ماشین تحریر بود که به ناشر ارسال شد. مارک تواین از ماشین تحریرش استفاده نکرد، اما منشی وی، ایزابل وی لیون، از روی دست نوشته تواین تایپ کرد.

## اقتباس‌های نمایشی
در سال ۱۹۸۰، این کتاب به عنوان یک فیلم تلویزیونی برای تلویزیون عمومی آمریکا اقتباس شد. دیوید نل در نقش سام کلمنز (نام واقعی مارک تواین) و رابرت لانسینگ در نقش هوراس بیکسبی، رانندهٔ کشتی بخار که او را راهنمایی کرد، بازی کرد. 
در سال ۲۰۱۰، زندگی بر روی می‌سی‌سی‌پی به عنوان یک تئاتر موزیکال، با شعر داگلاس ام پارکر و موسیقیِ دنور کازادو اقتباس شد و در همان سال در کانزاس سیتیِ ایالت میزوری و دورکانتیِ ویسکانسین اجرا شد.
در سال ۲۰۱۳، یک نمایش موسیقی از زندگی در می‌سی‌سی‌پی، توسط فیلیپ هال در نیویورک اجرا شد. کارگردانی آن را سوزانا فریزر بر عهده داشت.

## چاپ در ایران
این کتاب در ایران برای اولین بار توسط انتشارات علمی و فرهنگی در سال ۱۳۴۷ و با ترجمهٔ ابوالقاسم حالت منتشر شد. همچنین در سال ۱۳۹۶برای سومین بار تجدید چاپ شد.
در سال ۱۳۹۰ انتشارات ناژ نیز این کتاب را با ترجمهٔ کیومرث پارسای به چاپ رساند.